# Тагиш (озеро)
Тагиш (англ. Tagish Lake) — озеро на границе провинции Британская Колумбия и территории Юкон в Канаде. Озеро очень длинное и узкое, длина составляет сто километров, ширина — менее двух километров. Озеро также имеет несколько рукавов, соединено с расположенным чуть восточнее озером Атлин. Ледостав с декабря по июнь. Сток из озера по озеру Марш и реке Юкон, пятой по величине в Северной Америке, в Берингово море (бассейн Тихого океана). Одноимённый посёлок находится в 3 километрах к северу. Во время золотой лихорадки 1897—1898 годов река Юкон была основной транспортной артерией для десятков тысяч старателей, направлявшихся к Доусону, часть из них избирала путь не через Аляску, а через район озёр Атлин и Тагиш.
Озеро названо по имени индейского народа из группы атапасков, проживавших ранее на берегах озера. Озеро упоминается в романе французского писателя Жюля Верна «Золотой Вулкан».

## Метеорит «Тагиш-Лейк»
18 января 2000 года в 8:43 жители территории Юкон, северной части Британской Колумбии, части Аляски и Северо-Западных территорий увидели на небе огненный шар, оставлявший после себя дымный след, который не рассеивался около двух часов. Спутники зафиксировали вхождение в атмосферу Земли метеорита массой более 150 тонн и диаметром около 5 метров. Обломки метеорита упали на покрытую льдом поверхность рукава Таку озера Тагиш и были разбросаны на территории длиной 16 км и шириной 3 км. 25 января местный житель Джим Брук, переходя через озеро, нашёл один из обломков, на следующий день он вернулся и собрал уже несколько дюжин обломков. Позже на льду озера было собрано около пятисот осколков метеорита. Предполагают, что их было гораздо больше, но по мере таяния льда они погружались всё глубже и в конце-концов оказались на дне озера. Изучением метеорита занимались учёные университета Калгари, университета Западной Онтарио и NASA. По своему составу метеорит относится к H-хондритам.